# حصب الدار (المضاربة والعارة)

تعديل مصدري - تعديل

حصب الدار هي إحدى قرى عزلة المضاربة بمديرية المضاربة والعارة التابعة لمحافظة لحج، بلغ تعداد سكانها 93 نسمة حسب تعداد اليمن لعام 2004.